# Damien Howson
Damien Howson  (* 13. August 1992 in Adelaide) ist ein australischer Radrennfahrer, der auf Straße und Bahn aktiv ist.

## Sportliche Laufbahn
2010 gewann Damien Howson in Italien das Juniorenrennen Trofeo San Rocco. Im Jahr darauf wurde er gemeinsam mit Rohan Dennis, Alexander Edmondson und Glenn O’Shea australischer Meister in der Mannschaftsverfolgung. Bei den Ozeanischen Straßenmeisterschaften gewann er 2012 das Einzelzeitfahren in der Altersklasse U23. 2013 konnte er diesen Erfolg  wiederholen, gewann zusätzlich das U23-Straßenrennen, belegte zudem im Straßenrennen der Elite Rang zwei und gewann die UCI Oceania Tour. Auch auf nationaler Ebene errang er den Titel als Zeitfahrmeister der U23. Im selben Jahr wurde Howson U23-Weltmeister im Einzelzeitfahren.
Bei den UCI-Straßen-Weltmeisterschaften 2014 in Ponferrada wurde Howson mit der Mannschaft von Orica GreenEdge Vize-Weltmeister im Mannschaftszeitfahren. 2017 entschied er die Herald Sun Tour für sich und 2020 die Czech Cycling Tour.

## Erfolge
2011
- Australischer Meister – Mannschaftsverfolgung (mit Rohan Dennis, Alexander Edmondson und Glenn O’Shea)
- Ozeanienmeister – Einzelzeitfahren (U23)

2012
- Ozeanienmeister – Einzelzeitfahren (U23)

2013
- Australischer Meister – Einzelzeitfahren (U23)
- Ozeanienmeister – Einzelzeitfahren (U23)
- Ozeanienmeister – Straßenrennen
- Ozeanienmeister – Straßenrennen (U23)
- Trofeo Alcide Degasperi
- Prolog Thüringen-Rundfahrt
- Weltmeister – Einzelzeitfahren (U23)
- Gesamtwertung UCI Oceania Tour

2014
- Weltmeisterschaft – Mannschaftszeitfahren

2017
- Gesamtwertung und eine Etappe Herald Sun Tour

2019
- Mannschaftszeitfahren Tirreno–Adriatico
- Mannschaftszeitfahren Settimana Internazionale

2020
- Gesamtwertung, eine Etappe und Mannschaftszeitfahren Czech Cycling Tour

2021
- Gesamtwertung und eine Etappe Tour de Hongrie

## Grand-Tour-Platzierungen
| Grand Tour            | 2015 | 2016 | 2017 | 2018 | 2019 | 2020 | 2021 | 2022 | 2023 | 2024 | 2025 |
| --------------------- | ---- | ---- | ---- | ---- | ---- | ---- | ---- | ---- | ---- | ---- | ---- |
| Giro d’ItaliaGiro     | –    | 53   | –    | –    | –    | DNS  | –    | 33   | –    | –    | 46   |
| Tour de FranceTour    | –    | –    | 88   | DNF  | –    | –    | –    | –    | –    | –    |      |
| Vuelta a EspañaVuelta | 147  | 45   | –    | 70   | 49   | –    | 95   | –    | –    | –    |      |